# (6679) Gurzhij
(6679) Gurzhij est un astéroïde de la ceinture principale.

## Description
(6679) Gurzhij est un astéroïde de la ceinture principale. Il fut découvert le 16 octobre 1969 à Nauchnyj par Lioudmila Tchernykh. Il présente une orbite caractérisée par un demi-grand axe de 2,19 UA, une excentricité de 0,03 et une inclinaison de 5,5° par rapport à l'écliptique.

## Compléments